# Mancomunidad de la Comarca Vaqueira

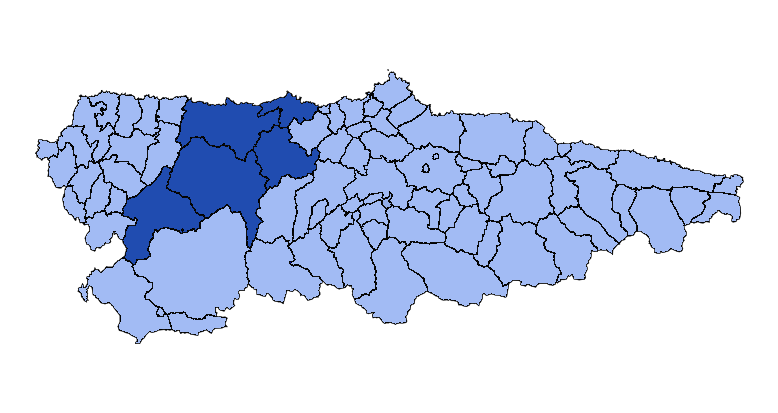
Vista de los concejos que forman la mancomunidad.

La Comarca Vaqueira es una de las diecinueve mancomunidades del Principado de Asturias, creada para potenciar turísticamente la zona así como sus valores culturales, sociales y de medioambiente, también fomenta el desarrollo económico de la región. Tanto el nombre, como los integrantes de esta comunidad, atienden a motivos históricos y culturales heredados de los vaqueiros de alzada. No todos los concejos de los vaqueiros están integrados en esta mancocomunidad de intereses turísticos, dejando a un lado las necesidades de la población vaqueira. Tradicionalmente la conforman tres grupos sociales diferentes:
- Maranuetos, en la zona costera.
- Xaldos, en los valles interiores.
- Vaqueiros, desplazándose de una zona a otra.

Comprende los concejos de:
- Allande
- Cudillero
- Salas
- Tineo
- Valdés